# Скалета Уцоне (Кунео)
Скалета Уцоне је насеље у Италији у округу Кунео, региону Пијемонт.
Према процени из 2011. у насељу је живело 117 становника. Насеље се налази на надморској висини од 398 м.